# Sheffield United Football Club 2022-2023
Questa voce raccoglie le informazioni riguardanti lo Sheffield United Football Club nelle competizioni ufficiali della stagione 2022-2023.

## Maglie e sponsor
| Casa | Trasferta | Terza divisa |

Sponsor ufficiale: Randox Health
Fornitore tecnico: Erreà

### Rosa 2022-2023
Aggiornata al 5 aprile 2023.
| N. |                                 | Ruolo | Calciatore             |
| -- | ------------------------------- | ----- | ---------------------- |
| 1  | Galles (bandiera)               | P     | Adam Davies            |
| 2  | Grecia (bandiera)               | D     | George Baldock         |
| 3  | Irlanda (bandiera)              | D     | Enda Stevens           |
| 4  | Scozia (bandiera)               | C     | John Fleck             |
| 5  | Inghilterra (bandiera)          | D     | Jack O'Connell         |
| 6  | Inghilterra (bandiera)          | D     | Chris Basham           |
| 7  | Inghilterra (bandiera)          | A     | Rhian Brewster         |
| 8  | Norvegia (bandiera)             | C     | Sander Berge           |
| 9  | Scozia (bandiera)               | A     | Oliver McBurnie        |
| 10 | Inghilterra (bandiera)          | A     | Billy Sharp (capitano) |
| 12 | Irlanda (bandiera)              | D     | John Egan              |
| 13 | Inghilterra (bandiera)          | D     | Max Lowe               |
| 15 | Bosnia ed Erzegovina (bandiera) | D     | Anel Ahmedhodžić       |
| 16 | Irlanda del Nord (bandiera)     | A     | Oliver Norwood         |

| N. |                        | Ruolo | Calciatore             |
| -- | ---------------------- | ----- | ---------------------- |
| 17 | Mali (bandiera)        | A     | Ismaila Coulibaly      |
| 18 | Inghilterra (bandiera) | P     | Wes Foderingham        |
| 19 | Inghilterra (bandiera) | D     | Jack Robinson          |
| 20 | Inghilterra (bandiera) | D     | Jayden Bogle           |
| 22 | Inghilterra (bandiera) | C     | Tommy Doyle            |
| 23 | Inghilterra (bandiera) | C     | Ben Osborn             |
| 28 | Inghilterra (bandiera) | C     | James McAtee           |
| 29 | Senegal (bandiera)     | A     | Iliman Ndiaye          |
| 32 | Danimarca (bandiera)   | A     | William Osula          |
| 33 | Galles (bandiera)      | D     | Rhys Norrington-Davies |
| 35 | Inghilterra (bandiera) | C     | Andre Brooks           |
| 36 | Inghilterra (bandiera) | A     | Daniel Jebbison        |
| 39 | Inghilterra (bandiera) | D     | Joe Starbuck           |

## Risultati

### Football League Championship
| Arbitro: | Josh Smith |

|                |           |  |
| João Pedro 29’ | Marcatori |  |

| Arbitro: | Coote |

|                        |           |  |
| I. Ndiaye 7’ Berge 22’ | Marcatori |  |

| Arbitro: | Marriner |

|                |           |                           |
| Akpom 14’, 82’ | Marcatori | 2’ Berge 68’ (aut.) Giles |

| Arbitro: | Linington |

|                          |           |           |
| Ahmedhodžić 33’ Lowe 47’ | Marcatori | 55’ Gooch |

| Arbitro: | Doughty |

|                                |           |  |
| Norwood 31’ I. Ndiaye 73’, 79’ | Marcatori |  |

| Arbitro: | Webb |

|            |           |              |
| Morris 10’ | Marcatori | 53’ McBurnie |

| Arbitro: | Ward |

|                                              |           |  |
| McBurnie 11’ Ahmedhodžić 46’, 81’ Ndiaye 62’ | Marcatori |  |

| Arbitro: | Donohue |

|  |           |                        |
|  | Marcatori | 20’ McBurnie 75’ Berge |

| Arbitro: | Stroud |

|  |           |           |
|  | Marcatori | 38’ Wiles |

| Arbitro: | Bond |

|  |           |              |
|  | Marcatori | 90+4’ Khadra |

| Arbitro: | Simpson |

|  |           |                         |
|  | Marcatori | 40’ Ndiaye 75’ McBurnie |

| Arbitro: | Bond |

|              |           |            |
| McBurnie 64’ | Marcatori | 70’ Deeney |

| Arbitro: | Linington |

|  |           |             |
|  | Marcatori | 51’ Willock |

| Arbitro: | Bankes |

|                                      |           |              |
| Wilmot 4’ Jagielka 45+4’ Delap 90+1’ | Marcatori | 28’ Brewster |

| Arbitro: | Webb |

|                                       |           |                            |
| McAtee 8’ I. Ndiaye 24’ Norwood 90+8’ | Marcatori | 30’, 42’ Yates 50’ Dougall |

| Arbitro: | Stroud |

|                    |           |  |
| Waghorn 87’ (rig.) | Marcatori |  |

| Arbitro: | Smith |

|                         |           |               |
| Osborn 62’ McBurnie 71’ | Marcatori | 3’, 16’ Pukki |

| Arbitro: | Whitestone |

|  |           |                            |
|  | Marcatori | 11’ I. Ndiaye 23’ McBurnie |

| Arbitro: | Martin |

|  |           |               |
|  | Marcatori | 49’ I. Ndiaye |

| Arbitro: | Bond |

|                                                              |           |                 |
| I. Ndiaye 30’ McBurnie 48’, 74’ Robinson 64’ Ahmedhodžić 69’ | Marcatori | 17’, 45’ Benson |

| Arbitro: | Donohue |

|  |           |             |
|  | Marcatori | 64’ Baldock |

| Arbitro: | Bond |

|           |           |  |
| Sharp 15’ | Marcatori |  |

| Arbitro: | Whitestone |

|               |           |                   |
| Broadhead 65’ | Marcatori | 8’ Egan 56’ Sharp |

| Arbitro: | Donohue |

|                                |           |              |
| McAtee 35’ Clark 52’ Doyle 71’ | Marcatori | 75’ Gyökeres |

| Arbitro: | Bankes |

|              |           |                      |
| Ekpiteta 55’ | Marcatori | 18’ Berge 49’ McAtee |

| Arbitro: | Smith |

|           |           |            |
| Chair 11’ | Marcatori | 90+6’ Egan |

| Arbitro: | Salisbury |

|                             |           |              |
| I. Ndiaye 9’ Bogle 33’, 90’ | Marcatori | 45+1’ Powell |

| Arbitro: | Bond |

|             |           |  |
| Jebbison 4’ | Marcatori |  |

| Rotherham 4 febbraio 2023, ore 12:30 WET 29ª giornata | Rotherham Utd | 0 – 0 referto | Sheffield Utd | New York Stadium (11 485 spett.)\| Arbitro: \| Scott \| |
| Arbitro:                                              | Scott         |               |               |                                                         |

| Arbitro: | Donohue |

|                                     |           |  |
| Berge 21’ Robinson 45’ McBurnie 89’ | Marcatori |  |

| Arbitro: | Marriner |

|             |           |                           |
| McBurnie 5’ | Marcatori | 25’ Akpom 48’, 74’ Archer |

| Arbitro: | Martin |

|                       |           |                      |
| Bradshaw 6’, 63’, 88’ | Marcatori | 39’ Doyle 82’ McAtee |

| Arbitro: | Keith Stroud |

|                     |           |  |
| Porteous 73’ (aut.) | Marcatori |  |

| Arbitro: | Smith |

|              |           |  |
| Pickering 5’ | Marcatori |  |

| Arbitro: | Whitestone |

|  |           |               |
|  | Marcatori | 60’ I. Ndiaye |

| Arbitro: | Doughty |

|  |           |            |
|  | Marcatori | 53’ Morris |

| Arbitro: | Donohue |

|            |           |                        |
| Michut 30’ | Marcatori | 45+1’ McAtee 61’ Doyle |

| Arbitro: | Bond |

|  |           |            |
|  | Marcatori | 62’ McAtee |

| Arbitro: | Davies |

|              |           |  |
| I. Ndiaye 8’ | Marcatori |  |

| Arbitro: | Salisbury |

|                         |           |  |
| J. Guðmundsson 60’, 70’ | Marcatori |  |

| Arbitro: | Webb |

|                                                 |           |                 |
| McAtee 24’ Robinson 54’ I. Ndiaye 80’ Clark 85’ | Marcatori | 19’ (rig.) Kaba |

| Arbitro: | Eltringham |

|            |           |  |
| McAtee 77’ | Marcatori |  |

| Arbitro: | Whitestone |

|                           |           |  |
| Berge 58’ Ahmedhodžić 76’ | Marcatori |  |

| Arbitro: | Martin |

|                                                        |           |           |
| Ahmedhodžić 36’ Fleck 72’ I. Ndiaye 75’ McBurnie 90+5’ | Marcatori | 63’ Delap |

| Arbitro: | Busby |

|          |           |  |
| Ward 59’ | Marcatori |  |

| Arbitro: | Webb |

|               |           |                         |
| Sanderson 79’ | Marcatori | 53’ McBurnie 56’ McAtee |

### FA Cup
| Arbitro: | Brooks |

|  |           |                        |
|  | Marcatori | 23’ Jebbison 36’ Bogle |

| Arbitro: | Brooks |

|                                   |           |                                    |
| Jones 50’ O'Connor 61’ Mullin 86’ | Marcatori | 2’ McBurnie 36’ Norwood 90+5’ Egan |

| Arbitro: | Doughty |

|                                         |           |                   |
| Ahmedhodžić 50’ Sharp 90+4’ Berge 90+6’ | Marcatori | 59’ (rig.) Mullin |

| Arbitro: | Brooks |

|               |           |  |
| I. Ndiaye 79’ | Marcatori |  |

| Arbitro: | Robinson |

|                                               |           |                                       |
| Gallagher 28’ (aut.) McBurnie 81’ Doyle 90+1’ | Marcatori | 21’ (rig.) Brereton Díaz 60’ Szmodics |

| Arbitro: | Attwell |

|                             |           |  |
| Mahrez 43’ (rig.), 61’, 66’ | Marcatori |  |

### English Football League Cup
| Arbitro: | Webb |

|           |           |  |
| Grant 73’ | Marcatori |  |

## Statistiche

### Statistiche di squadra
| Competizione | Punti      | In casa | In casa | In casa | In casa | In casa | In casa | In trasferta | In trasferta | In trasferta | In trasferta | In trasferta | In trasferta | Totale | Totale | Totale | Totale | Totale | Totale | DR  |
| Competizione | Punti      | G       | V       | N       | P       | Gf      | Gs      | G            | V            | N            | P            | Gf           | Gs           | G      | V      | N      | P      | Gf     | Gs     | DR  |
| ------------ | ---------- | ------- | ------- | ------- | ------- | ------- | ------- | ------------ | ------------ | ------------ | ------------ | ------------ | ------------ | ------ | ------ | ------ | ------ | ------ | ------ | --- |
| Championship | 91         | 23      | 16      | 3       | 4       | 47      | 19      | 23           | 12           | 4            | 7            | 26           | 20           | 46     | 28     | 7      | 11     | 73     | 39     | +34 |
| FA Cup       | Semifinali | 3       | 3       | 0       | 0       | 7       | 3       | 3            | 1            | 1            | 1            | 5            | 6            | 6      | 4      | 1      | 1      | 12     | 9      | +3  |
| League Cup   | -          | 0       | 0       | 0       | 0       | 0       | 0       | 1            | 0            | 0            | 1            | 0            | 1            | 1      | 0      | 0      | 1      | 0      | 1      | -1  |
| Totale       | -          | 26      | 19      | 3       | 4       | 54      | 22      | 27           | 13           | 5            | 9            | 31           | 27           | 53     | 32     | 8      | 13     | 85     | 49     | +36 |

### Andamento in campionato
| Giornata  | 1  | 2 | 3 | 4 | 5 | 6 | 7 | 8 | 9 | 10 | 11 | 12 | 13 | 14 | 15 | 16 | 17 | 18 | 19 | 20 | 21 | 22 | 23 | 24 | 25 | 26 | 27 | 28 | 29 | 30 | 31 | 32 | 33 | 34 | 35 | 36 | 37 | 38 | 39 | 40 | 41 | 42 | 43 | 44 | 45 | 46 |
| --------- | -- | - | - | - | - | - | - | - | - | -- | -- | -- | -- | -- | -- | -- | -- | -- | -- | -- | -- | -- | -- | -- | -- | -- | -- | -- | -- | -- | -- | -- | -- | -- | -- | -- | -- | -- | -- | -- | -- | -- | -- | -- | -- | -- |
| Luogo     | T  | C | T | C | C | T | C | T | T | T  | C  | C  | T  | C  | T  | C  | T  | T  | C  | C  | T  | C  | T  | C  | T  | T  | C  | C  | T  | C  | C  | T  | C  | T  | T  | C  | T  | T  | C  | T  | C  | C  | C  | C  | T  | T  |
| Risultato | P  | V | N | V | V | N | V | V | V | V  | N  | P  | P  | N  | P  | N  | V  | V  | V  | P  | V  | V  | V  | V  | V  | N  | V  | V  | N  | V  | P  | P  | V  | P  | V  | P  | V  | V  | V  | P  | V  | V  | V  | V  | P  | V  |
| Posizione | 23 | 7 | 9 | 4 | 1 | 2 | 1 | 1 | 1 | 1  | 1  | 1  | 1  | 2  | 4  | 5  | 4  | 3  | 3  | 3  | 2  | 2  | 2  | 2  | 2  | 2  | 2  | 2  | 2  | 2  | 2  | 2  | 2  | 2  | 2  | 2  | 2  | 2  | 2  | 2  | 2  | 2  | 2  | 2  | 2  | 2  |

Legenda:

Luogo: C = Casa; T = Trasferta. Risultato: V = Vittoria; N = Pareggio; P = Sconfitta.